# Pareja enloquecida busca madre de alquiler
Pareja enloquecida busca madre de alquiler es una película española de comedia estrenada en 1990, escrita y dirigida por Mariano Ozores y protagonizada en los papeles principal por José Luis López Vázquez, Lola Forner, Guillermo Montesinos y Virginia Mataix.

## Sinopsis
Manolo y Lola son una pareja afortunada en salud, dinero y amor. Pero no pueden tener hijos, el cual es su mayor deseo. Por tanto, deciden recurrir a una madre de alquiler, pero no una cualquiera, sino que debe tener una serie de cualidades que creen básicas para su futuro hijo. 

## Reparto
- José Luis López Vázquez como Manolo
- Lola Forner como Lola
- Guillermo Montesinos como Andrade
- Virginia Mataix como Laura
- Manuel Alexandre como Taxista
- Helga Liné como Dña. Dolores
- María Isbert como Dra. Alcaraz
- María Elena Flores como Angustias
- Alfonso del Real como	Padre de Adelita
- Curro Martín Summers
- Enrique San Francisco como Daniel
- Emma Ozores como Loreto
- Oriana Bonet como Secretaria
- Gloria Rodríguez como Violeta
- María Olivo como Patricia
- María Álvarez como Doña Adela
- Carmen Grey como Adelita
- Fernando De Juan como Técnico
- Marta Dualde como Margarita
- Carmen Robles como Sra. Mayor
- Manuel Brieva como Camarero
- Alfredo Velasco como Atracador
- Analía Ivars como Enfermera
- César Varona como	Agente 1º
- Carlos Torrente como Agente 2º